# Jiujiang
Jiujiang (cinese: 九江; pinyin: Jiǔjiāng) è una città-prefettura della Cina nella provincia dello Jiangxi.

## Amministrazione

### Suddivisioni
- Distretto di Xunyang
- Distretto di Lianxi
- Distretto di Chaisang
- Gongqingcheng
- Ruichang
- Lushan
- Contea di Wuning
- Contea di Xiushui
- Contea di Yongxiu
- Contea di De'an
- Contea di Duchang
- Contea di Hukou
- Contea di Pengze

### Gemellaggi
- Louisville
- Kajaani
- Capodistria
- Copiapó
- La Plata